# Габрє (Толмин)
Габрє (словен. Gabrje) — поселення в общині Толмин, Регіон Горишка, Словенія. Висота над рівнем моря: 201,9 м. Розташоване на лівому березі річки Соча.